# Andrés Escobar Díaz
Andrés Escobar Díaz (Talca, 24 de marzo de 1902 - Santiago, 4 de noviembre de 1993) fue un empresario de vestuario y político comunista chileno.

## Biografía
Hijo de José Escobar y Emilia Díaz, estudió en el liceo de Talca. En 1940 contrajo matrimonio con Edelmira Velasco Varas y trabajó en los Ferrocarriles del Estado. Fue consejero de la Caja de Ahorro.
Militó en las filas del Partido Comunista de Chile. Fue elegido diputado por primer distrito metropolitano de Santiago (1933-1937). Fue integrante de la comisión de Educación.
Reelecto diputado por la misma agrupación (1937-1941), participó de la comisión de Gobierno Interior. Nuevamente diputado (1941-1945), fue miembro de la comisión permanente de Asistencia Médico Social e Higiene. Su último período legislativo por la misma zona fue 1945-1949, integrando la comisión de Hacienda y la de Industrias.
Perseguido por la dictadura, durante el régimen militar de 1973. Salió al exilio en la República Democrática Alemana (1977). Retornó al país en 1988, para la campaña del No en el plebiscito y fue nombrado secretario del Instituto chileno-alemán de cultura.